# Cicones montanus
Cicones montanus is een keversoort uit de familie somberkevers (Zopheridae). De wetenschappelijke naam van de soort werd in 1939 gepubliceerd door Fursov.